# Matthew Berkeley
Matthew Anthony Berkeley (Manchester, 3 agosto 1987) è un ex calciatore nevisiano, di ruolo centrocampista.

## Carriera

### Club
Dopo una stagione al Gretna, squadra della terza divisione scozzese (con cui nelle stagioni 2005-2006 e 2006-2007 ha vinto due campionati consecutivi, contribuendo con una rete in 13 presenze in seconda divisione alla prima promozione in prima divisione nella storia del club bianconero), ha sempre giocato nelle serie minori inglesi (ad eccezione di 2 presenze in quinta divisione con l'Altrincham quasi sempre in sesta divisione), ad eccezione di tre stagioni consecutive, tra il 2008 ed il 2011, nel The New Saints, squadra della maprima divisione gallese, con la quale nella stagione 2009-2010 ha tra l'altro anche giocato 2 partite nei preliminari di Europa League. L'anno seguente, ha invece giocato 3 partite nei preliminari di Champions League e 4 partite nei preliminari di Europa League, per un totale in carriera di 9 presenze senza gol segnati nelle due principali competizioni europee per club.

### Nazionale
Nel 2007 ha partecipato al Campionato nordamericano Under-20; nel 2011 ha invece giocato 2 partite con la nazionale maggiore, valide per le qualificazioni ai Mondiali del 2014.

## Palmarès

### Club

#### Competizioni nazionali
- Scottish First Division: 1

Gretna: 2006-2007
- Welsh Premier League: 1

The New Saints: 2009-2010
- Welsh League Cup: 3

The New Saints: 2008-2009, 2009-2010, 2010-2011